# Tønsberg
Tønsberg is de hoofdstad van de Noorse provincie Vestfold. De gemeente telde 44.992 inwoners in januari 2017. De gemeente werd in 2017 uitgebreid met een deel van de toen opgeheven gemeente Stokke en in  2020 met de gemeente Re.
Dicht bij Tønsberg was de vindplaats van het Osebergschip, een 9e-eeuws Vikingschip.

## Geschiedenis
Tønsberg werd voor het eerst schriftelijk vermeld in 1130. Mogelijk werd de stad gesticht in de 9e eeuw (vóór 871) en zou daarmee de oudste Scandinavische stad zijn. De feiten zijn moeilijk te verifiëren, maar in elk geval werden bij opgravingen, uitgevoerd in 1987-1988, onder de kloosterruïnes ook vikinggraven gevonden. Ook speelde de stad een belangrijke rol in het Vikingtijdperk en ook daarna, toen koning Haakon IV van Noorwegen er een kasteel liet bouwen. In 1536 werd de stad door brand verwoest, maar niettemin bleef het één der belangrijkste havensteden van Noorwegen.
Tijdens de nazi-bezetting was er in de omgeving van Tønsberg een concentratiekamp, het concentratiekamp van Berg. Dit was een doorgangskamp voor Joodse en politieke gevangenen: De meesten werden gedeporteerd naar vernietigingskampen in Duitsland en overleefden niet.

## Bezienswaardigheden
- Fort van Tønsberg (Tønsberg festning), van de 13e eeuw, nu een ruïne op de slotberg (Slotsfjellet), met een monumentale toren van 1888.
- Slotsfjelletmuseum (Slottsfjellmuseet) over de historie van stad en kasteel, walvisvaart en dergelijke.
- Haugar kunstmuseum (Haugar Vestfold Kunstmuseum), moderne kunst.
- Grafheuvels uit de Vikingtijd, zoals Oseberghaugen, waar een Vikingschip werd gevonden.
- Foynegården met 18e-eeuwse koopmanshuizen.
- Ruïne van Sint-Olafskerk (Olavskirken), voormalig klooster, gesticht in 1191.
- Ruïne van Sint-Michaëlskerk (Mikaelskirken) op de top van Slotsfjellet, ooit een koninklijke kapel, verwoest in 1503 door Zweedse troepen.
- Kerk van Sem (Sem kirke), oudste stenen kerk van Vestfold, van voor 1100, in Romaanse stijl.
- Kathedraal van Tønsberg (Tønsberg domkirke), bakstenen kerk van 1858 met preekstoel van 1621 en altaarstuk van 1764.

### Galerij

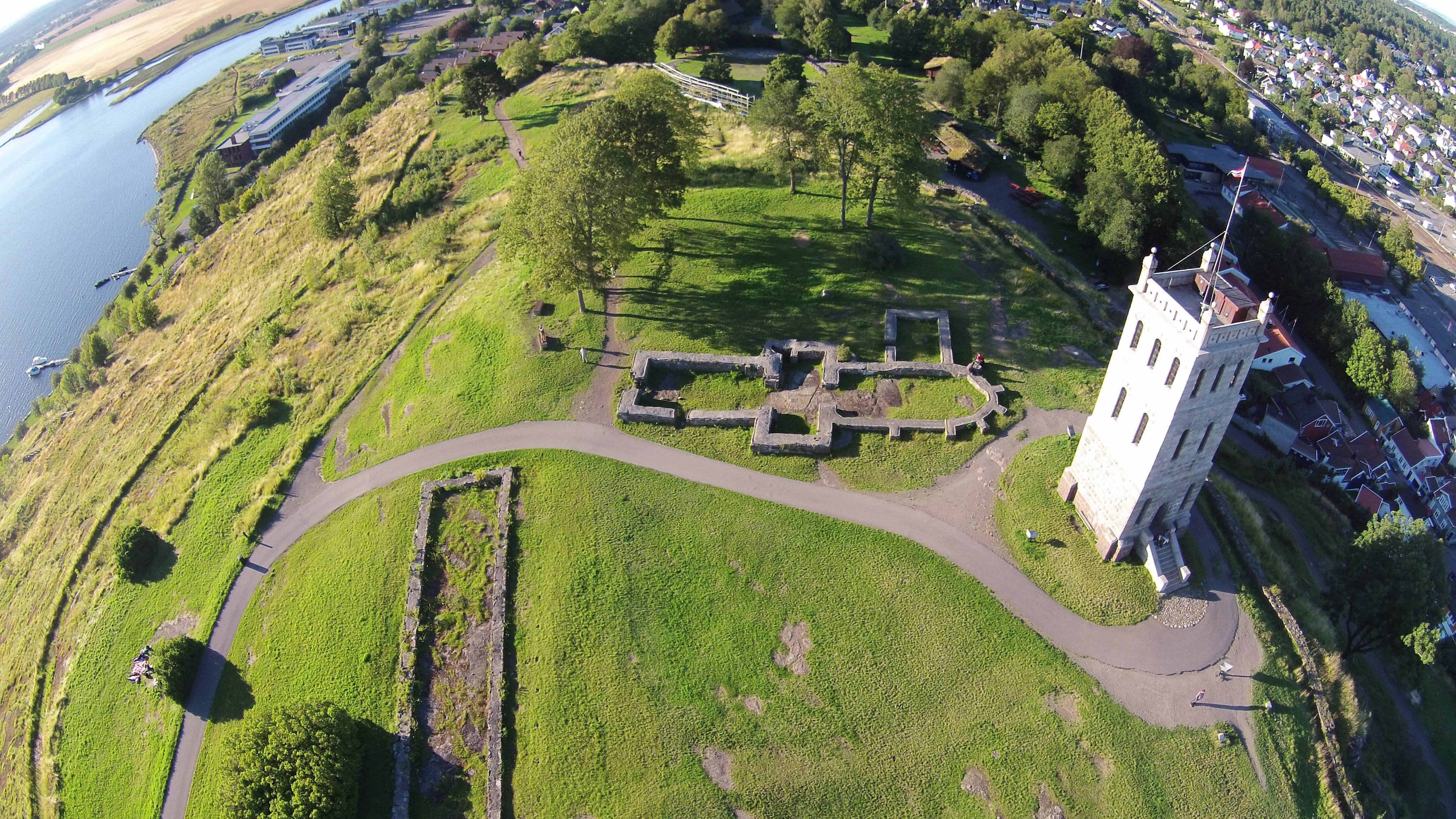
Vesting met ruïne Sint-Michaëlskerk
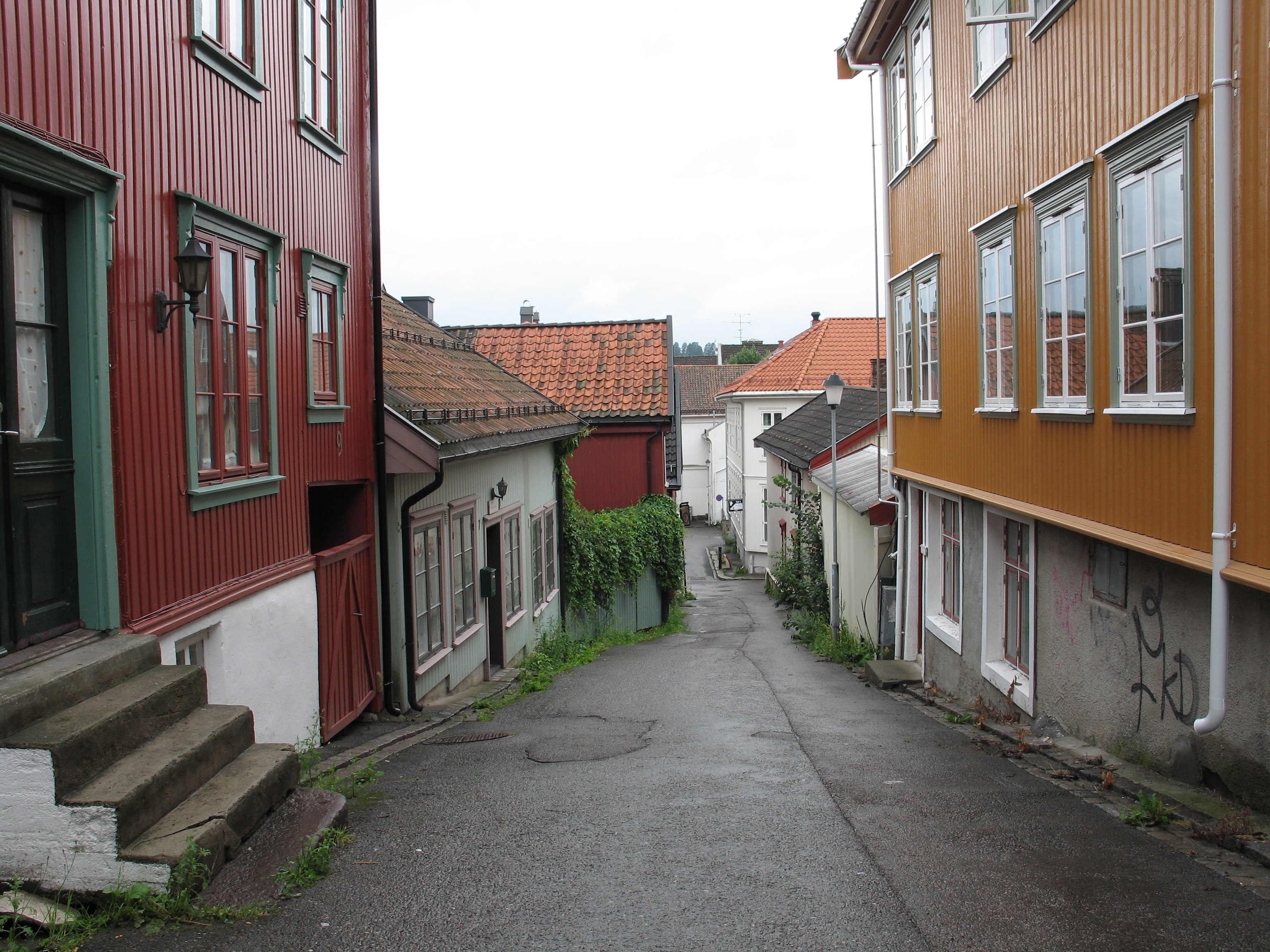
Prestegaten
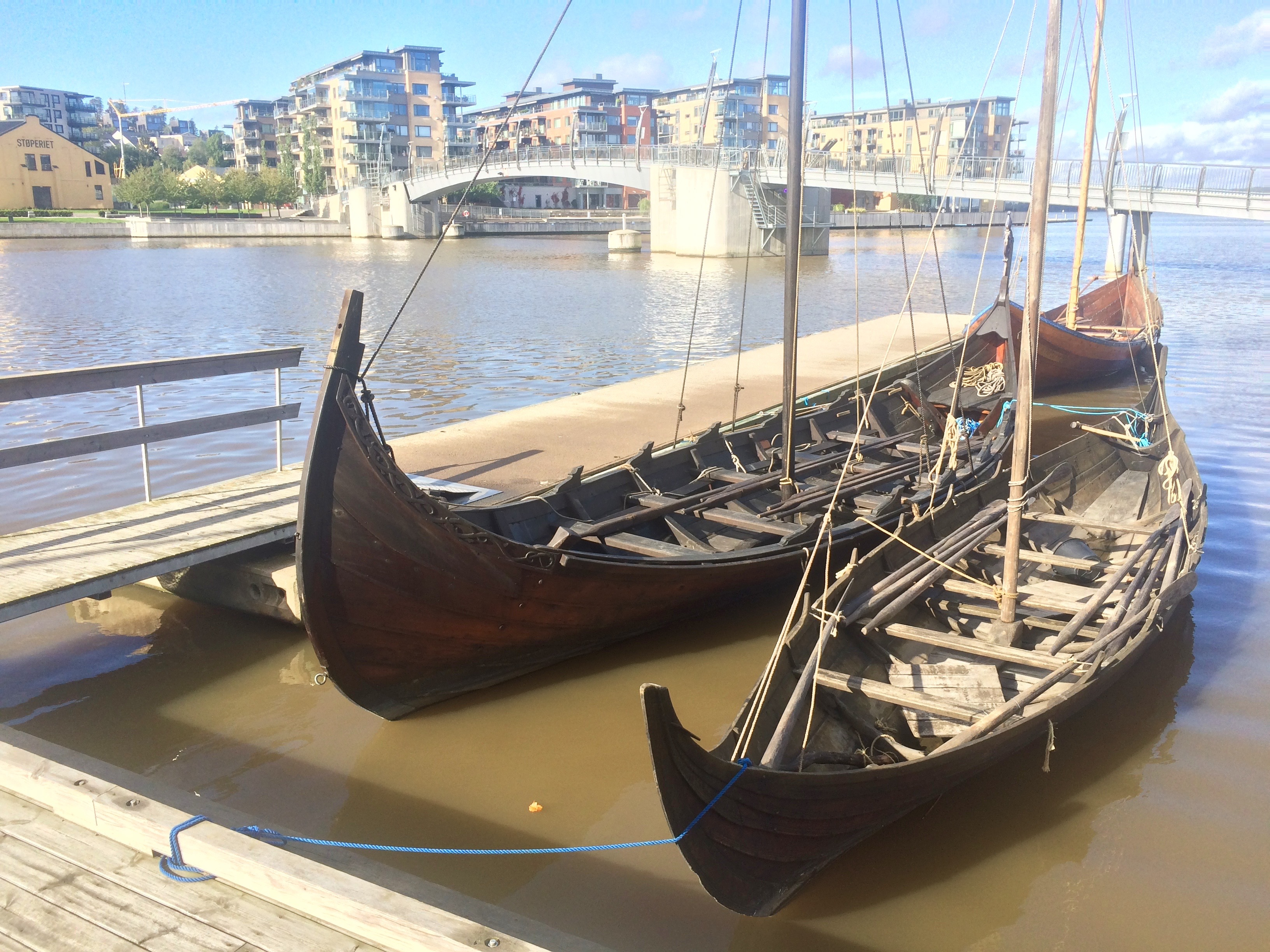
Gereconstrueerde Vikingschepen
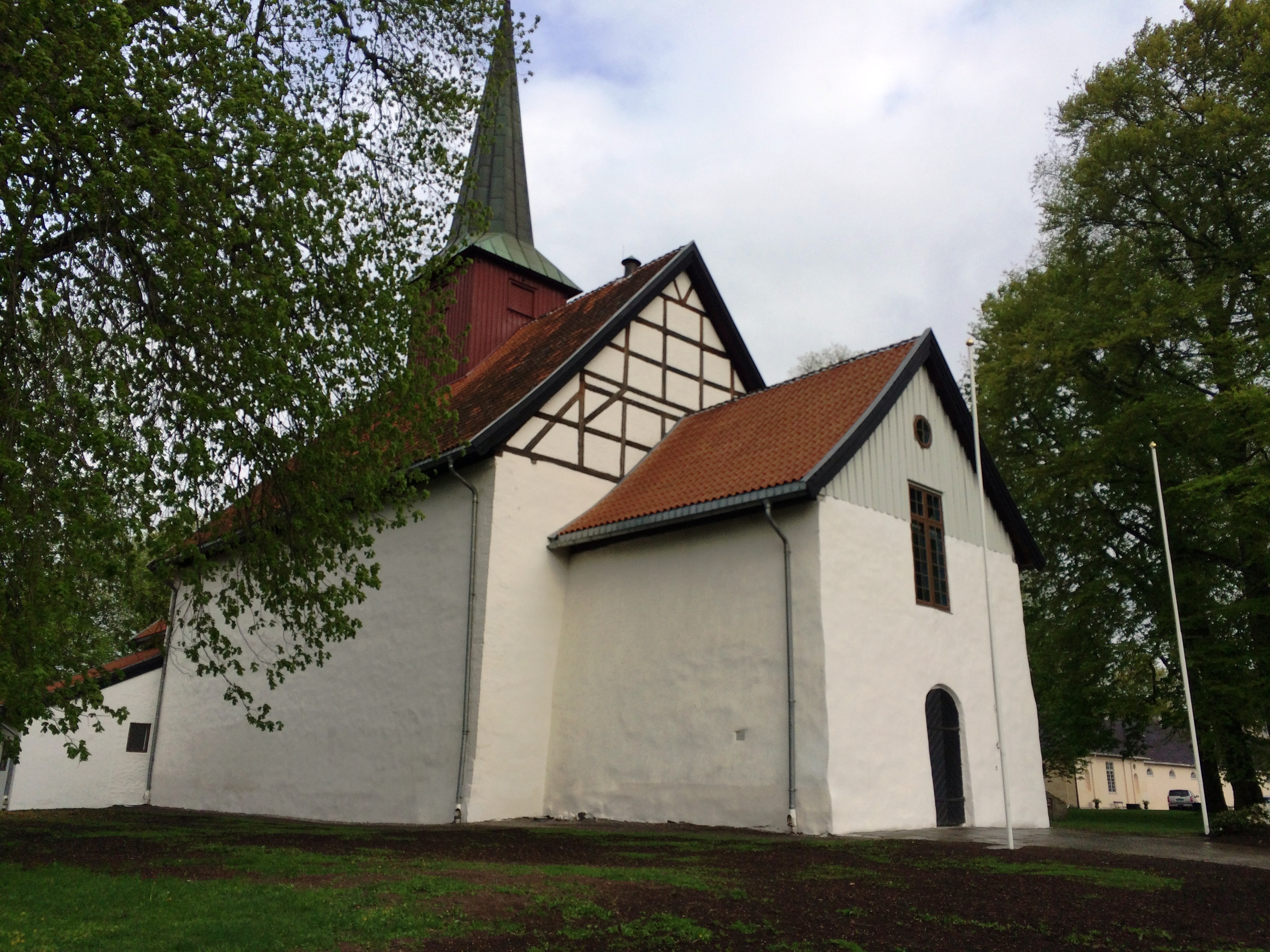
Sem kirke
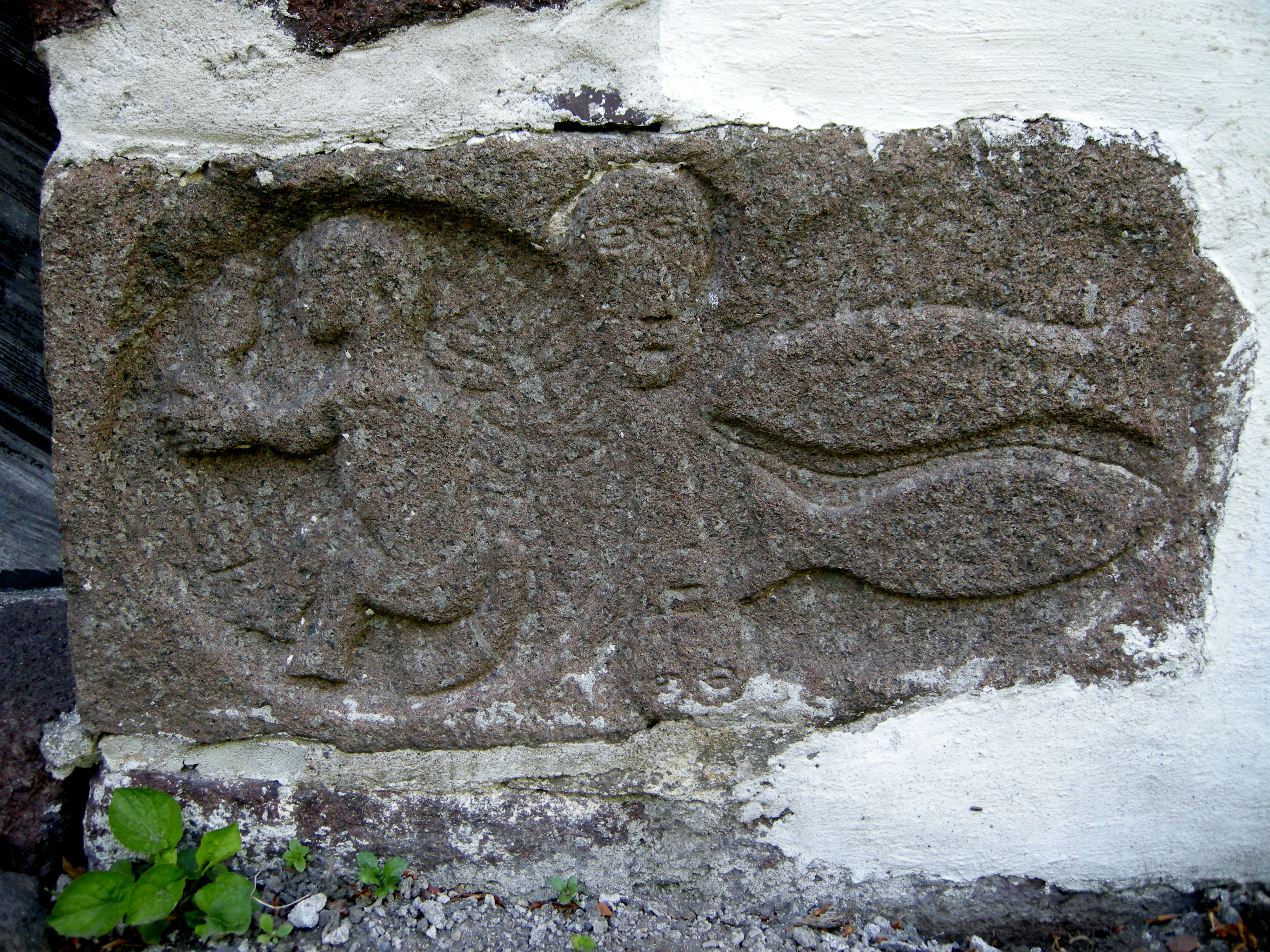
Sem kirke, vissen
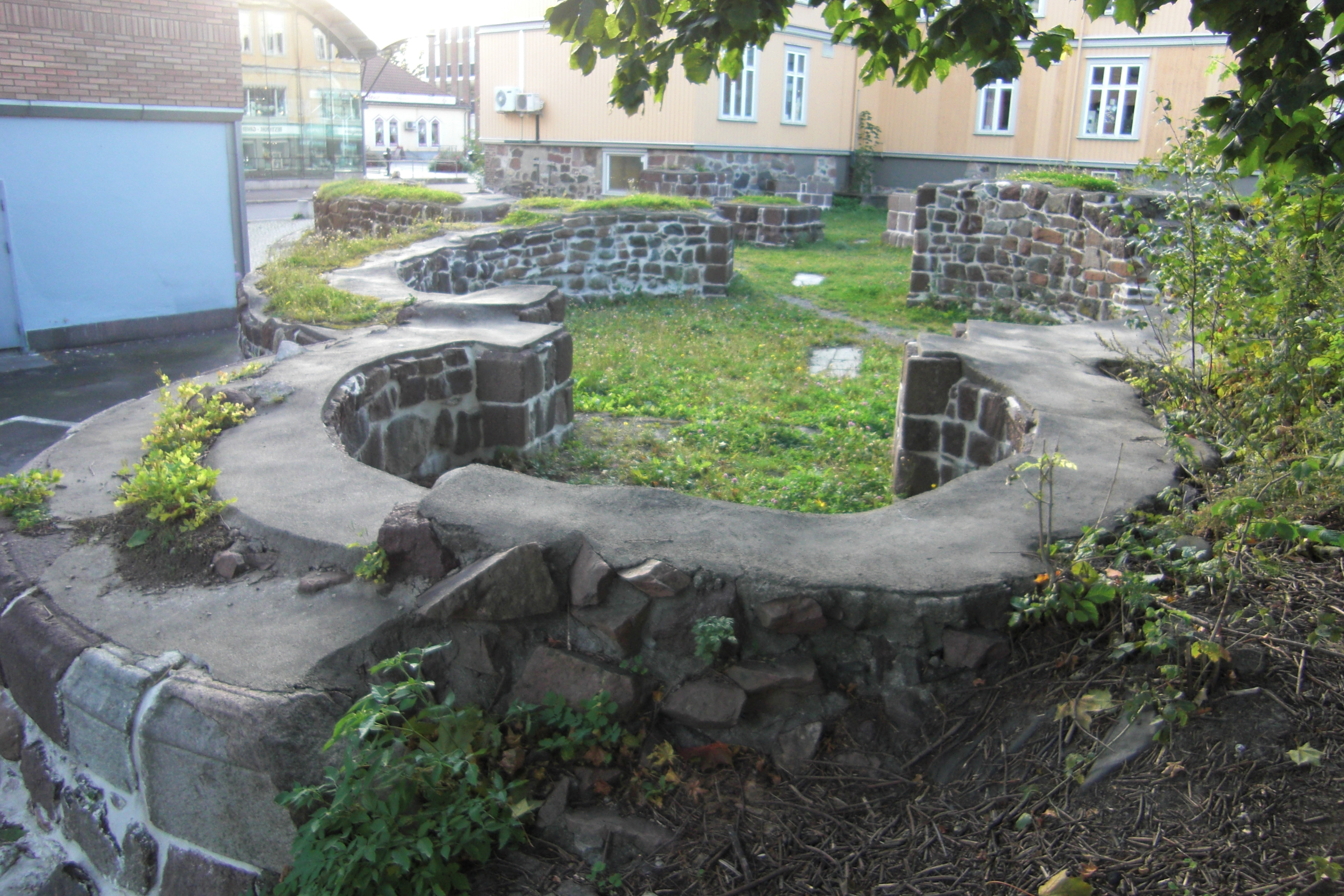
ruïne Sint-Olafsklooster
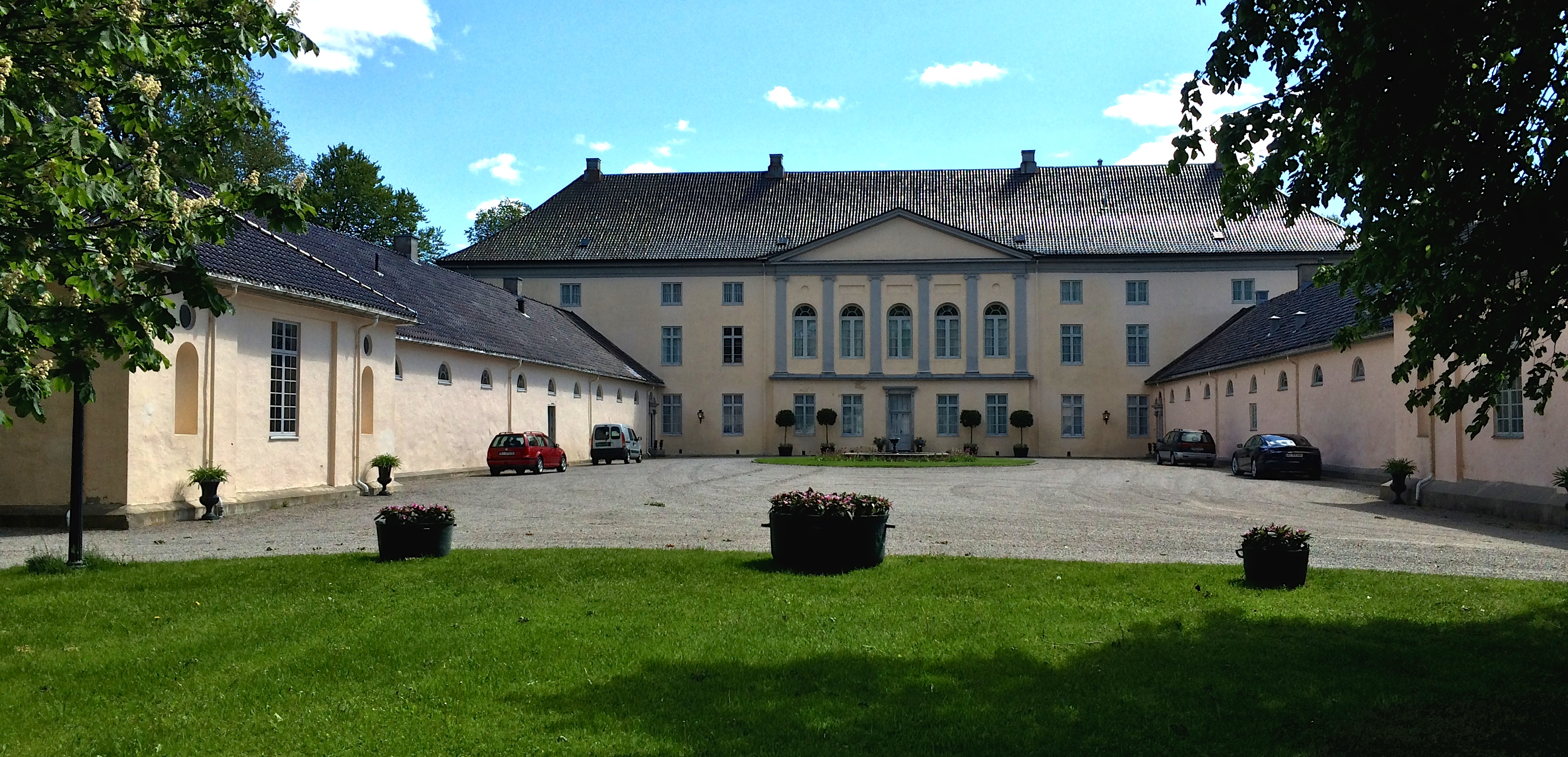
Jarlsberg hovedgaard
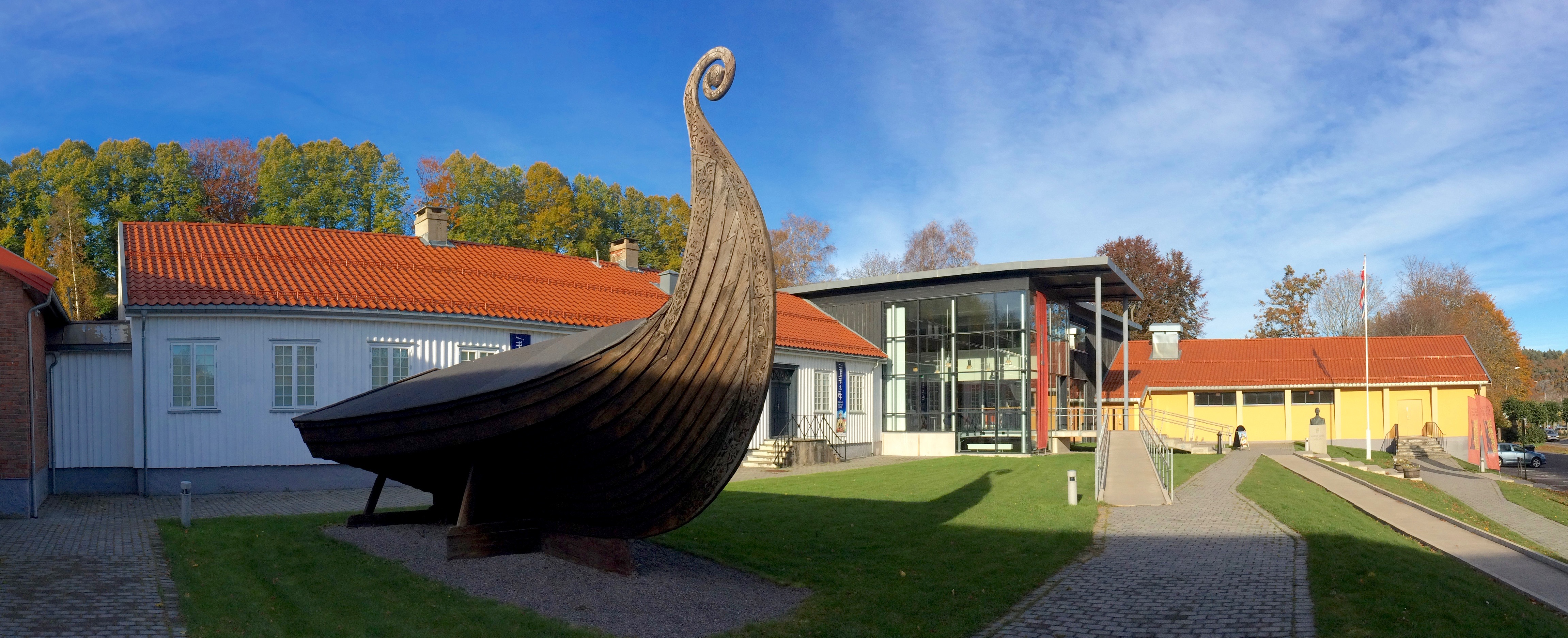
Slottsfjellsmuseet
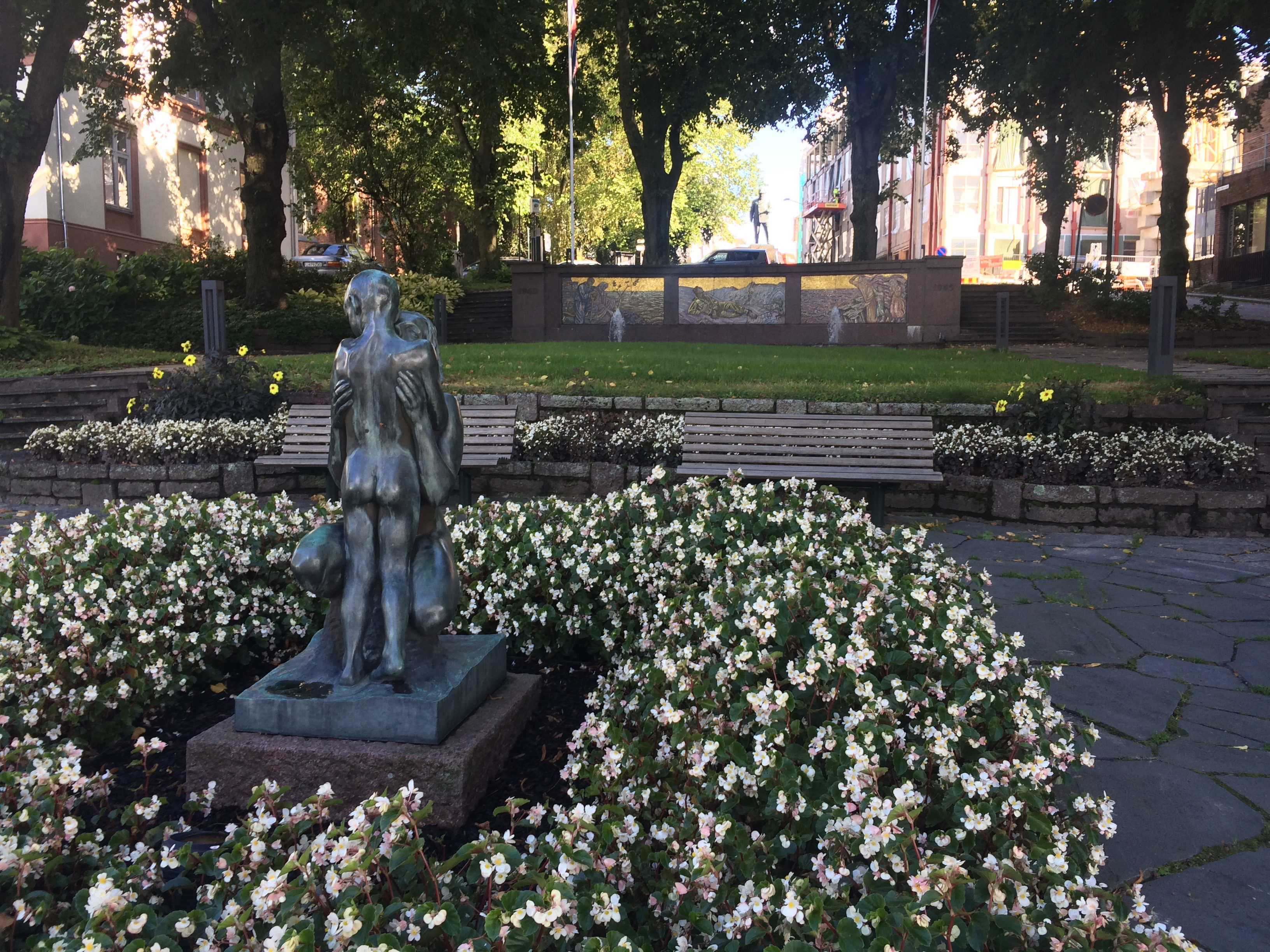
Minnepark
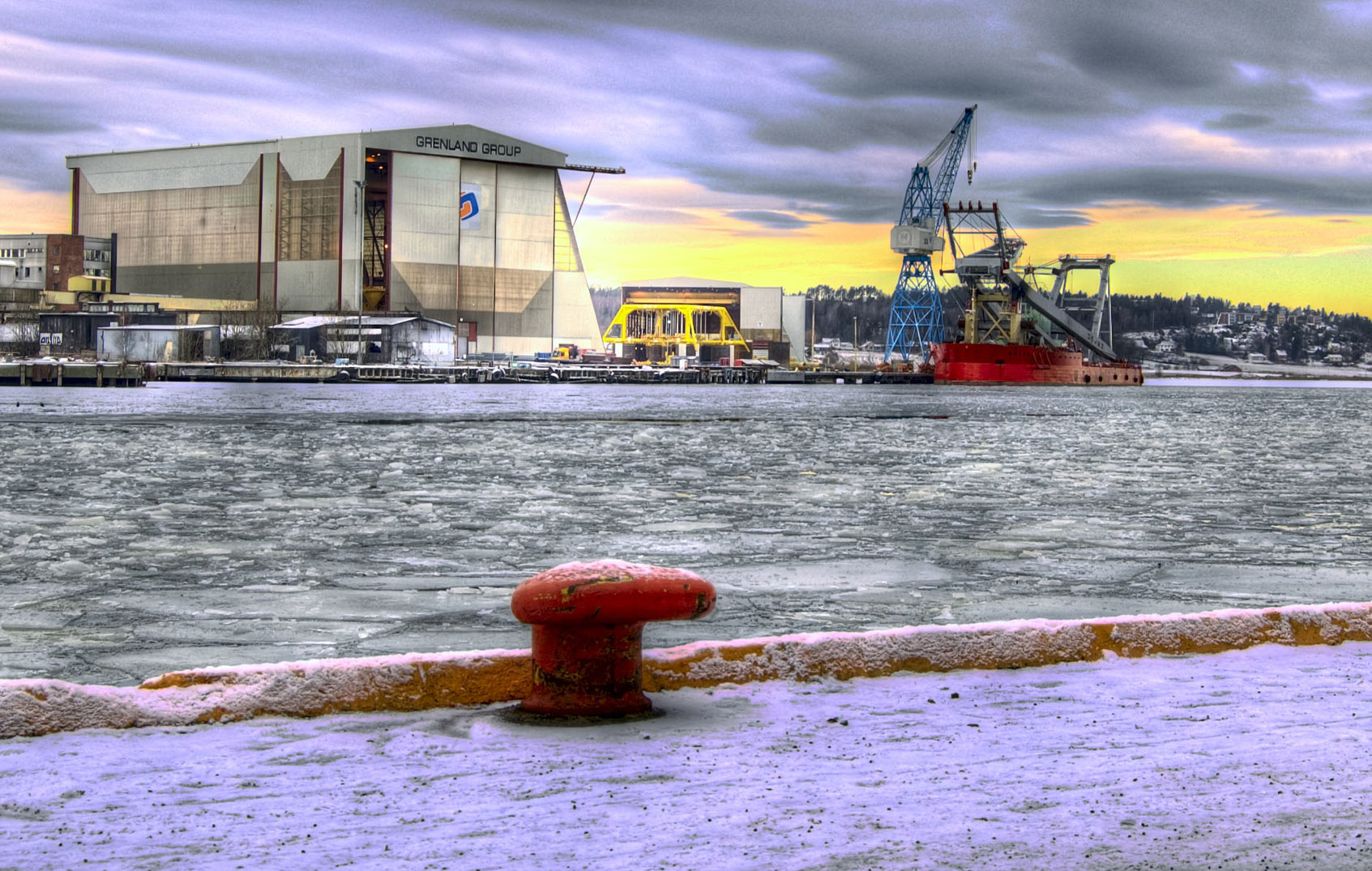
Scheepswerf
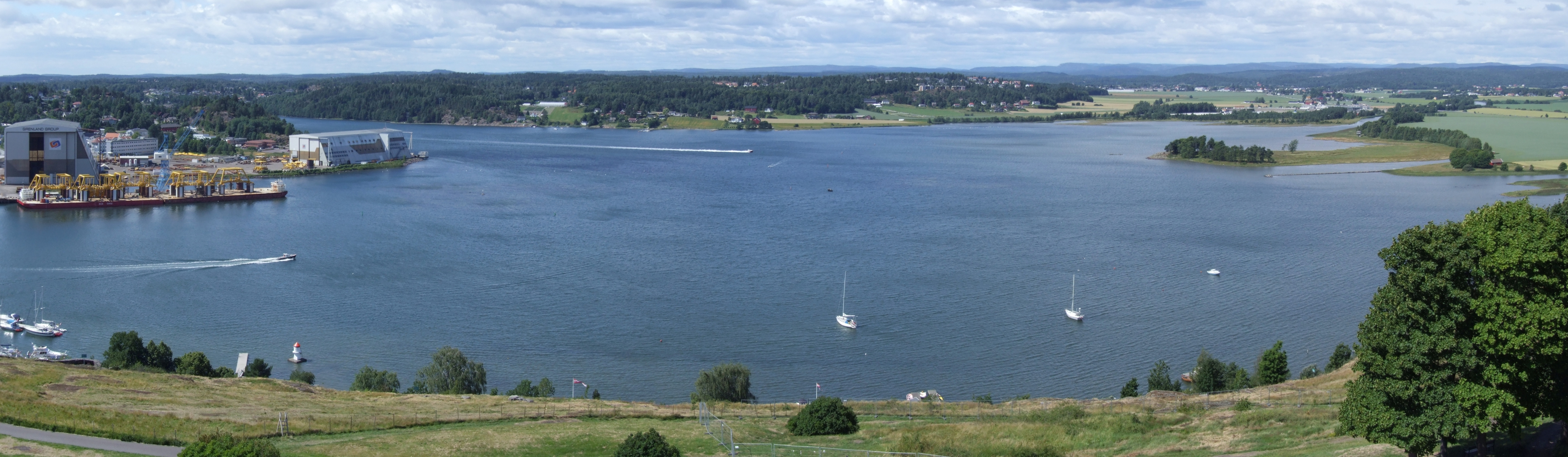
Tønsbergfjord
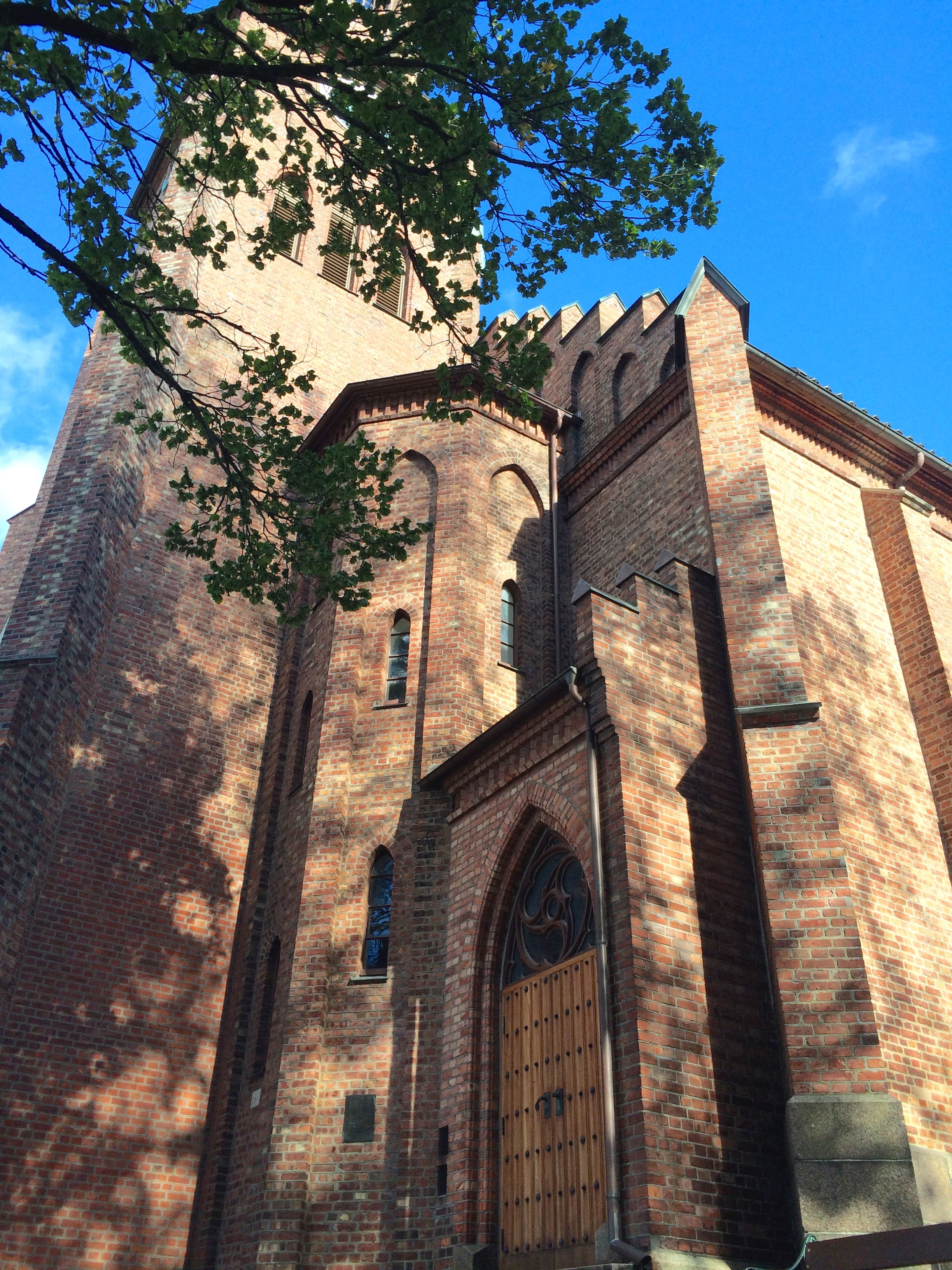
Kathedraal van Tønsberg

## Economie
Tønsberg is voornamelijk een administratieve- en winkelstad. Het is ook bekend om haar zilverbewerking. De stad is verbonden met de spoorlijn Vestfoldbanen en loopt via een lus eerst de stad door voordat het Station Tønsberg bereikt.

## Plaatsen in de gemeente
- Barkåker
- Sem

## Geboren
- Christian Blom (1782), scheepsreder en componist
- Johan Gottfried Conradi (1820), componist, koordirigent en muziekpedagoog
- Fred Anton Maier (1938), langebaanschaatser
- Ivar Lunde jr. (1944), componist, muziekpedagoog, dirigent en hoboïst
- Egil Søby (1945), kanovaarder
- Linda Andersen (1969), zeiler
- Harald Rosenløw Eeg (1970), schrijver van kinderboeken en filmscripts
- Anders Aukland (1972), langlaufer
- Steffen Kjærgaard (1973), wielrenner
- Tonje Larsen (1975), handbalster
- Ken Henry Johnsen (1975), voetbalscheidsrechter
- Olaf Tufte (1976), roeier
- Espen Bugge Pettersen (1980), voetballer
- Heidi Løke (1982), handbalster
- Fredrik van der Horst (1989), langebaanschaatser
- Adrian Gjølberg (1989), wielrenner
- Kjetil Borch (1990), roeier
- Magnus Carlsen (1990), schaker
- Adelén Rusillo Steen (1996), zangeres

## Trivia
- Het schip de Tønsberg is naar de stad vernoemd.
- In het Marvel Cinematic Universe is Tønsberg een belangrijke stad waar onder andere de blauwe Infinity Stone zich bevindt, waar Odin zijn rustplaats heeft en waar New Asgard wordt gesticht.

Færder · Holmestrand · Horten · Larvik · Sandefjord · Tønsberg

Voormalige gemeente: Andebu · Hof · Lardal · Nøtterøy · Re · Sande · Stokke · Svelvik · Tjøme